# 船公寓

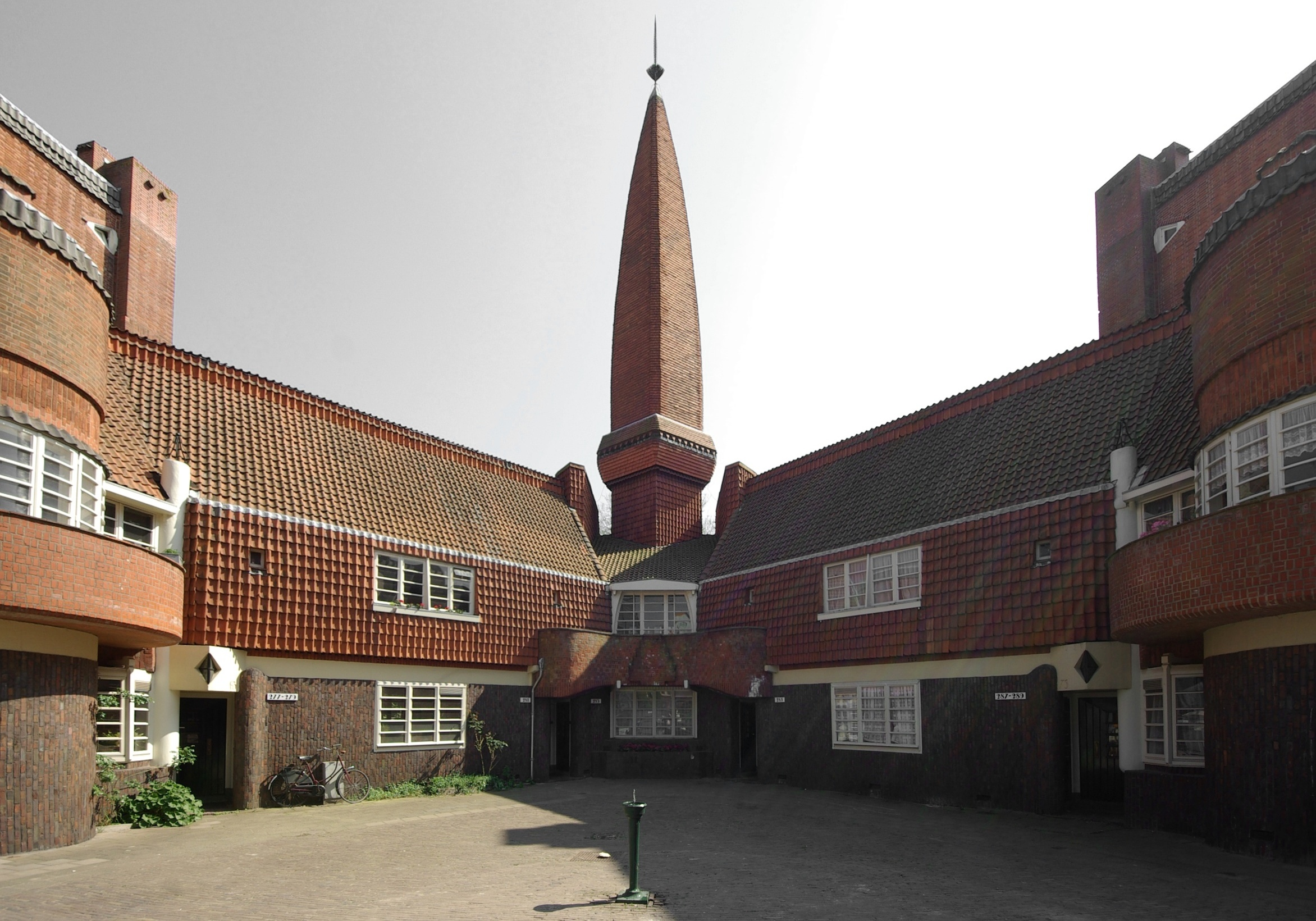
船公寓

船公寓（Het Schip）是位於荷蘭阿姆斯特丹的一座公寓建築。該建築是表現主義最重要的代表作之一，設計者是Michel de Klerk。這座建築設計於1919年，包括了102間為工人階級設計的房間，一個小會議室和一個郵局。2001年，該建築改為博物館。

## 外部連結
- The Amsterdam School museum, located in Het Schip （页面存档备份，存于）
- Roger Shepherd.com: Het Schip
- Woningwet (in Dutch)